# Predsednik Afganistana
Predsednik Islamske republike Afganistan je vodja države in vodja vlade Afganistana ter vrhovni poveljnik afganistanskih oboroženih sil. Po ofenzivi talibanov leta 2021 in skoraj prevzemu prestolnice je sedanji predsednik Ashraf Ghani 15. avgusta 2021 pobegnil v Tadžikistan. Tako je mesto predsednika še vedno prazno.
Preden je bil leta 2004 ustanovljen urad predsednika Islamske republike Afganistan, je bil Afganistan med letoma 1973 in 1992 ter od leta 2001 dalje islamska republika. Od leta 1709 do 1973 je bila v državi monarhija. Med letoma 1992 in 2001 so Združeni narodi državo priznali kot Islamsko državo Afganistan. Pakistan, Savdska Arabija in Združeni arabski emirati pa so jo priznali kot Islamski emirat Afganistan.

## Kandidatura
62. člen ustave Afganistana iz leta 2004 določa, da mora kandidat za funkcijo predsednika izpolnjevati:
- biti državljan Afganistana, musliman, rojen od afganistanskih staršev;
- ne biti državljan druge države;
- biti ob razglasitvi kandidature star vsaj štirideset let;
- nikoli obsojen za zločine proti človeštvu, brez kaznivih dejanj
- prej ni opravljal več kot en mandat predsednika.

## Pooblastila
Ustava Afganistana daje predsedniku široka pooblastila za vojaške in zakonodajne zadeve, z relativno majhnim nacionalnim dvodomnim državnim zborom, Wolesi Jirga (Hiša ljudstva) in Meshrano Jirga (Hiša starešin). Predsednik lahko opravlja največ dva petletna mandata. Hamid Karzai je svoj prvi petletni mandat začel leta 2004. Po koncu drugega mandata leta 2014 je bil Ašraf Ghani izvoljen za naslednjega afganistanskega predsednika.

## Seznam predsednikov

#### Islamska republika Afganistan (2004–2021)
| #  | Portret                                   | Predsednik          | Začetek mandata    | Konec mandata      | Stranka   |
| -- | ----------------------------------------- | ------------------- | ------------------ | ------------------ | --------- |
| 1. |                                           | Hamid Karzai (1957) | 7. december 2004   | 29. september 2014 | neodvisen |
| 1. | Prvi demokratično izvoljeni vodja države. | Hamid Karzai (1957) |                    |                    |           |
| 2. |                                           | Ašraf Ghani (1949)  | 29. september 2014 | 15. avgust 2021    | neodvisen |
| 2. | Prva miroljubna predaja oblasti.          | Ašraf Ghani (1949)  |                    |                    |           |